# Le Flon (Friburg)
Le Flon és un municipi suís del cantó de Friburg, situat al districte de la Veveyse.